# Las puertas del paraíso
Las puertas del paraíso es una película mexicana dirigida por Salomón Láiter y protagonizada por Jacqueline Andere y Jorge Luke del año 1970.

## Argumento
Después de un incidente en el frontón, Andrés (Jorge Luke) huye en su auto con su amante Blanca (Jacqueline Andere), atropella a un hombre y, sin saber qué ocurre con éste, llega a un motel donde excita por diversión a la mujer, la golpea, la insulta y se va. Ella es aterrorizada por el encargado del motel. Andrés se encuentra con Frank (Jorge Mistral), que lo provee de droga a cambio de sexo, y continua su viaje con blanca, a medio vestir; ella es también asustada por un contrahecho encargado de gasolinería. Dos hippies, Krishna (Arsenio Campos) y Lucía (Ofelia Medina), a quienes recoge en el camino, llevan a Andrés a una macumba al borde del lago, donde un bautista bautiza a otro, y donde lo asombra que no se consuma droga. Otra vez de viaje con los hippies, Blanca debe aguantar que Andrés y Lucía se besen y, en la ciudad, donde la asusta un tipo sin piernas, se entrega por venganza a Krishna, a quien antes se ha resistido. Andrés y Lucía copulan. Mientras se agregan al grupo Gladys (Bárbara Angely) y Paco (Milton Rodríguez), pelotari amigo íntimo de Andrés, los hippies se van: Andrés ha agredido a Krishna. Frank, que se ha visto varias veces con Andrés, hace que éste y Paco, a quien la abstinencia produce gran dolor, busquen droga en un billar. Andrés debe jugar billar contra un tuerto gigantesco que enfurece y hace huir a los amigos. En un burdel pueblerino, al que van por idea de Blanca, esta es invitada por un tipo a un cuarto donde Gladys inicia un strip tease. Blanca rompe una cabeza en la botella del tipo, que intenta abrazar a Gladys. Huyendo de la policía, los cuatro amigos encuentran al salvador Frank en una barca en el lago. Paco muere en el auto después de inyectarse por fin droga; dejan su cadáver en un aparato de feria que una chica pone inopinadamente a funcionar y en el que Frank abraza al muerto. En la capital, Blanca trata de huir de Andrés, pero él la alcanza y ambos se besan compulsivamente. Durante todo lo anterior, se ha sabido la muerte del esposo de Blanca, Mateos, a quien Andrés no quiso pagar un dinero en el frontón después de la derrota de Paco.

## Reparto
- Jacqueline Andere como Blanca
- Jorge Luke como Andrés
- Milton Rodríguez como Paco
- Ofelia Medina como Lucía
- Bárbara Angely como Gladys
- Arsenio Campos como Krishna
- Jorge Mistral como Frank

## Producción
La película fue filmada en tres episodios del 28 de septiembre al 24 de octubre de 1970 en los estudios América y en más de 25 locaciones del Distrito Federal y de los estados de Querétaro, Morelos y Puebla.

## Temas
Las puertas del paraíso es una adaptación de un cuento de la escritora Elena Garro adaptado por el escritor Eduardo Lizalde y el director del filme, Salomón Láiter. Lizalde imaginó la historia como una especie de paráfrasis moderna de La odisea. Esto se puede apreciar sobre todo en la escena donde el protagonista, Andrés, un hombre adicto a las drogas en fuga, oía desde su auto (el buque) la música (el canto de las sirenas) de una discoteca y se ponía el cinturón de seguridad, de la misma forma en que Ulises, de la obra de Homero, se amarró a un mástil.

Por otro lado, el director, Salomón Láiter, sostiene haber pretendido algo más ambicioso: 
Mi historia trata del amor al margen de lo tradicional, y quiere tener un punto de vista moderno [...] Es algo así como una lucha entre los valores místicos y la vida cotidiana: la enajenación de los valores contemporáneos frente a la tradición; la visión que los elegantes sofisticados de la Zona Rosa tienen de la vida cuando la descubren llena de locos, seres deformes y grandes miserias.

## Recepción
Sobre la película, el escritor Jorge Ibargüengoitia opinó en el periódico Excélsior:
[...]Las puertas del paraíso es una película difícil de clasificar. Tiene elementos de muchos géneros y eso se debe a que uno de los productores la haya definido como un thriller, que un crítico haya dicho que se trata de un estudio de la sociedad moderna y que haya quien afirme que se trata de una película de amor. Es todo junto. [...]
Tiene elementos que me parecen hallazgos, que salieron muy bien. Dos gangsters mexicanos, por ejemplo, horribles, con trajes de funcionario y sombreros de ala corta, en un carrazo, mucho más siniestros que cualquier mafioso. O bien, la guapa "decente" que llega al motel, en el Mustang; a su lado va el greñudo, flaco, entre atractivo y siniestro, tiránico casi siempre. La obliga a bajarse y contratar la habitación y ella obedece, llevando a cuestas todos sus complejos de clase.[...]
Alquilan dos habitaciones... en diferente piso. La guapa espera al amante en la cama. Éste no llega. Ella se levanta, baja la escalera, y al llegar a la habitación del otro lado, descubre que hay música, que el flaco está bailando... solo, y que, recostado en la cama, arrobado con la demostración, está nada menos que Jorge Mistral.
Nadie me diga que esto no es divertido.

## Premios

### Ariel (1972)
- Premio a la mejor película
- Premio por música de fondo

### Diosa de plata (1972)
- Premio a la mejor película